# Cocconotus carmelitae
Cocconotus carmelitae är en insektsart som beskrevs av Morgan Hebard 1927. Cocconotus carmelitae ingår i släktet Cocconotus och familjen vårtbitare. Inga underarter finns listade i Catalogue of Life.